# Combinations
Combinations é o segundo álbum de estúdio da banda de indie rock Eisley. Foi lançado no dia 14 de Agosto de 2007 pela Reprise Records, em formato de CD. Uma versão em vinil foi idealizada, mas não foi produzida. Foi lançada também uma edição especial CD/DVD do álbum, com uma capa diferente, um documentário de produção do álbum, faixas ao vivo e o vídeo oficial de Memories.

## Lista de Faixas
| N.º            | Título                     | Duração |  |
| 1.             | "Many Funerals"            | 2:51    |  |
| 2.             | "Invasion"                 | 3:36    |  |
| 3.             | "Taking Control"           | 3:03    |  |
| 4.             | "Go Away"                  | 3:04    |  |
| 5.             | "I Could Be There for You" | 3:35    |  |
| 6.             | "Come Clean"               | 3:33    |  |
| 7.             | "Ten Cent Blues"           | 3:59    |  |
| 8.             | "A Sight to Behold"        | 3:15    |  |
| 9.             | "Combinations"             | 3:34    |  |
| 10.            | "If You're Wondering"      | 3:55    |  |
| Duração total: | Duração total:             | 34:32   |  |

| Faixas Bônus no Reino Unido |                    |         |  |
| N.º                         | Título             | Duração |  |
| 11.                         | "Golly Sandra"     | 3:29    |  |
| 12.                         | "Marvelous Things" | 3:31    |  |
| Duração total:              | Duração total:     | 41:32   |  |

| Dvd Bônus |                                              |         |  |
| N.º       | Título                                       | Duração |  |
| 1.        | "The Making of Combinations"                 |         |  |
| 2.        | "Mr. Pine (Live In Ventura, CA)"             |         |  |
| 3.        | "Memories (Live In Ventura, CA)"             |         |  |
| 4.        | "Just Like We Do (Live In Ventura, CA)"      |         |  |
| 5.        | "Marvelous Things (Live In Ventura, CA)"     |         |  |
| 6.        | "Head Against The Sky (Live In Ventura, CA)" |         |  |
| 7.        | "Golly Sandra (Live In Ventura, CA)"         |         |  |
| 8.        | "Like The Actors (Live In Ventura, CA)"      |         |  |
| 9.        | "Trolley Wood (Live In Ventura, CA)"         |         |  |
| 10.       | "Memories (Video)"                           |         |  |